# Ursula Eicker
Ursula Eicker (* 1963 in Aachen) ist eine deutsche Physikerin und Hochschullehrerin. Seit 2019 ist sie Professorin und Lehrstuhlinhaberin für Next Generation Cities an der kanadischen Concordia University. Zuvor war sie Professorin an der Hochschule für Technik Stuttgart.

## Leben
Eicker wuchs in Bochum auf und wollte ursprünglich nach ihrem Abitur Gitarristin werden. Nach dem Abitur entschied sie sich jedoch für das Studium der Physik, das sie an die Universitäten in Mainz und Berlin führte. Dort spezialisierte sie sich auf die Festkörperphysik. Nach Abschluss des Studiums wechselte sie an die Heriot-Watt University, wo sie 1989 mit einer Arbeit über Optical studies of amorphous silicon alloys for optoelectronic and photovoltaic devices promovierte. Anschließend zog sie nach Paris, wo sie zwei Jahre lang in einem Unternehmen angestellt war und sich dort mit Silizium-Beschichtungen von Solarzellen beschäftigte.
Nach einem Aufenthalt als Wissenschaftliche Mitarbeiterin am Zentrum für Sonnenenergie- und Wasserstoff-Forschung Baden-Württemberg wurde sie im Alter von 29 Jahren zur Professorin für Bauphysik an die Hochschule für Technik in Stuttgart berufen, wo sie bis 2019 beschäftigt war. Sie war dort zugleich Dekan für den Master-Studiengang „Sustainable Energy Competence“ und Leiterin des „Instituts für angewandte Forschung“.
Dort baute sie zwei Zentren für angewandte Forschung zur nachhaltigen Energietechnik sowie Energiesysteme und Ressourceneffizienz auf. Seit ihrem 2019 erfolgten Wechsel an die Concordia University ist sie in Stuttgart beurlaubt. An der Concordia University arbeitet sie u. a. an urbanem Datenmanagement sowie Simulationen, Technologien und Strategien für Kohlendioxidfreie und nachhaltige Städte.
Ihre Forschungsschwerpunkte umfassen u. a. die Licht- und Solartechnik, Solarthermie und Solare Klimatisierung sowie Gebäudesimulationen und Gebäudeautomation.

## Werke (Auswahl)

### Bücher
- Ursula Eicker: Energy Efficient Buildings with Solar and Geothermal Resources. Wiley (New York) 2014, ISBN 978-1-118-35224-3.
- Ursula Eicker: Solare Technologien für Gebäude : Grundlagen und Praxisbeispiele. 2. vollständig überarbeitete Auflage, Wiesbaden 2012, ISBN 978-3-8348-1281-0.
- Ursula Eicker: Low Energy Cooling for Sustainable Buildings. Wiley (New York) 2009, ISBN 978-0-470-69744-3.
- Ursula Eicker: Solar technologies for buildings. Wiley 2003, ISBN 978-0-471-48637-4.
- Ursula Eicker: Optical studies of amorphous silicon alloys for optoelectronic and photovoltaic devices. Ph.D. Thesis 1989.

### Artikel in wissenschaftlichen Fachzeitschriften
- Ursula Eicker, Dirk Monien, Éric Duminil, Romain Nouvel: Energy performance assessment in urban planning competitions. In: Applied Energy 155, 2015, S. 323–333, doi:10.1016/j.apenergy.2015.05.094.
- Ursula Eicker, Antonio Colmenar-Santos, Lya Teran, Mariela Cotrado, David Borge-Diez, Economic evaluation of solar thermal and photovoltaic cooling systems through simulation in different climatic conditions: An analysis in three different cities in Europe. In: Energy and Buildings 70, 2014, S. 207–223, doi:10.1016/j.enbuild.2013.11.061.
- Rafal Strzalka, Tobias Gabriel Erhart, Ursula Eicker: Analysis and optimization of a cogeneration system based on biomass combustion. In: Applied Thermal Engineering 50, 2013, S. 1418–1426, doi:10.1016/j.applthermaleng.2011.12.039.
- Tobias Schulze, Ursula Eicker: Controlled natural ventilation for energy efficient buildings. In: Applied Thermal Engineering 56, 2013, S. 221–232, doi:10.1016/j.enbuild.2012.07.044.
- Aneta Strzalka, Nazmul Alam, Eric Duminil, Volker Coors, Ursula Eicker: Large scale integration of photovoltaics in cities. In: Applied Energy 93, 2012, S. 413–421, doi:10.1016/j.apenergy.2011.12.033.
- Ursula Eicker, Uwe Schürger, Max Köhler, Tianshu Ge, Yanjun Dai, Hui Li, Ruzhu Wang: Experimental investigations on desiccant wheels. In: Applied Thermal Engineering 42, 2012, S. 71–80, doi:10.1016/j.applthermaleng.2012.03.005.
- Ursula Eicker, Antoine Dalibard: Photovoltaic–thermal collectors for night radiative cooling of buildings. In: Solar Energy 85, 2011, S. 1322–1335, doi:10.1016/j.solener.2011.03.015.
- Ursula Eicker: Cooling strategies, summer comfort and energy performance of a rehabilitated passive standard office building. In: Applied Energy 87, 2010, S. 2031–2039, doi:10.1016/j.apenergy.2009.11.015.
- Ursula Eicker, Dietrich Schneider, Jürgen Schumacher, Tianshu Ge, Yanjun Dai: Operational experiences with solar air collector driven desiccant cooling systems. In: Applied Energy 87, 2010, S. 3735–3747, doi:10.1016/j.apenergy.2010.06.022.
- Ursula Eicker, Dirk Pietruschka: Design and performance of solar powered absorption cooling systems in office buildings. In: Energy and Buildings 41, 2009, S. 81–91, doi:10.1016/j.enbuild.2008.07.015.
- Ursula Eicker, Christoph Vorschulze: Potential of geothermal heat exchangers for office building climatisation. In: Renewable Energy 34, 2009, S. 1126–1133, doi:10.1016/j.renene.2008.06.019.
- David Infield, Li Mei, Ursula Eicker: Thermal performance estimation for ventilated PV facades. In: Solar Energy 76, 2004, S. 93–98, doi:10.1016/j.solener.2003.08.010.